# Burgemeesterswijk (Leiden)
Burgemeesterswijk is een woonbuurt in de Nederlandse stad Leiden, die deel uitmaakt van wijk Roodenburgerdistrict. Deze wijk wordt vaak samen met Professorenwijk-Oost en Professorenwijk-West in één adem genoemd als Burgemeesters- en Professorenwijk, omdat zij als stedenbouwkundige eenheid zijn ontworpen door het bureau van Granpré Molière, Verhagen en Kok.